# Eleuterio Díaz-Tendero Merchán
Eleuterio Díaz-Tendero Merchán (Consuegra, Toledo, 6 de septiembre de 1882-Dachau, 13 de febrero de 1945) fue un militar español que luchó en la guerra civil española para el bando republicano. Es conocido por ser el fundador de la Unión Militar Republicana Antifascista (UMRA) y el papel que jugó en la Guerra Civil en las purgas y limpiezas de expedientes realizadas entre algunos miembros del Ejército republicano en los primeros momentos de la guerra.

## Biografía

### Carrera militar
Inicialmente fue un seminarista pero poco después pasó al Ejército, en 1900, como soldado voluntario. Pasó por numerosos destinos en toda la península, en especial en el destacamento militar de La Línea (1904-1905) y Los Barrios (Cádiz). Estudió latín, lo que le permitió poder impartir la docencia en algunos ocasiones. También era miembro de la Masonería, en la que ostentó importantes puestos. No tardaría mucho tiempo en ser enviado a Marruecos, donde intervino en la guerra de Melilla tras los sucesos de 1909. Una vez restablecida la situación, siguió allí y participaría en numerosas operaciones en la guerra del Rif, en especial en operaciones de reconocimiento a las órdenes del Coronel Villalba.
Cuando en abril de 1931 se proclamó la II República se trasladó a Madrid, donde recibió la gran cruz de la Orden de San Hermenegildo por sus anteriores actuaciones en Marruecos. Un año más tarde participaría en la represión de los militares que se habían sublevado el 10 de agosto en Sevilla (intento de golpe conocido como Sanjurjada). No participó en la Revolución de 1934, pero sí defendió a algunos compañeros y amigos suyos que habían tomado parte, como el capitán de la Guardia Civil, Fernando Condés. Fue en esta etapa cuando fundó la Unión Militar Republicana Antifascista (UMRA), nacida para luchar contra la actividad de la derechista Unión Militar Española (UME), la cual ya había empezado a actuar violentamente contra destacados militares republicanos. Después de la victoria del Frente Popular en las elecciones de febrero de 1936 fue destinado al Grupo de Infantería del Ministerio de la Guerra en Madrid. Iba a ser en estas semanas previas al verano de 1936 cuando la actividad de la UMRA iba a alcanzar su clímax, especialmente con la llegada de informes de que se encontraba en curso una conspiración militar entre amplios sectores del Ejército. El 16 de julio visitó junto a otros militares al presidente Casares Quiroga para hacerle llegar la preocupante información que la UMRA manejaba en torno a la conspiración y en la que prevenía a Quiroga sobre ciertos militares, como Francisco Franco, Goded, Mola o Yagüe. No obstante, esta tentativa no sirvió de nada ante las evasivas de Quiroga, que no parecía ser consciente de la situación, aunque el tiempo le daría la razón a Díaz-Tendero.

### Guerra Civil
Después de producirse la sublevación militar de 1936 que dio lugar a la Guerra Civil, Díaz-Tendero tuvo un importante papel en el equipamiento, formación y avituallamiento de las Milicias populares que se crearon en la capital durante los primeros días y que inmediatamente partían a la sierra madrileña a luchar. Pero su papel más destacado iba a ser a la hora de clasificar a los militares republicanos del nuevo Ejército Popular entre los fieles al régimen republicano, los indiferentes y los netamente derechistas o fascistas. Gracias al archivo de la UMRA tenía una gran cantidad de información sobre militares del Ejército de preguerra. Esta actitud de inquisidor del Ejército republicano le generó entonces críticas y enemigos, situación que se ha repetido a lo largo de los años con parte de la historiografía española posterior a la guerra, en especial de historiadores militares como Ramón Salas Larrazábal.
A finales de 1936 en el Gabinete de Información y control del Ministerio de la Guerra continuó confeccionando nuevas fichas personales sobre militares del nuevo Ejército Popular durante el resto de la contienda, vigilando las fidelidades de antiguos y nuevos militares incorporados a la guerra. Su labor se intensificó especialmente cuando la República empezó a perder la guerra después de la caída del Frente Norte, en busca de traiciones e infiltraciones de la quinta columna franquista. Debido a sus cualidades, fue uno de los fundadores del Servicio de Información Militar (SIM), la nueva agencia de inteligencia y seguridad creada por el gobierno republicano a mediados de 1937; en los primeros tiempos se encargaría de la selección de sus agentes y mandos aunque posteriormente se viera apartado del mismo. A principios de 1937 tuvo un enfrentamiento directo con el presidente del gobierno Francisco Largo Caballero, a cuenta de su dirección de la guerra y llegándole a calificar de «senil» e «incapaz de dirigir la guerra». En los últimos momentos de la guerra, con la caída de Cataluña, hubo de salir hacia el exilio en Francia, contando por entonces con el grado de coronel.

### Exilio y últimos años
Una vez en el país galo, se aseguró de destruir el fichero de la UMRA estando en Toulouse y reorganizó algunos mandos militares antes de la caída de la República. Fue detenido por la Gendarmería y encarcelado en el Castillo de Colliure, donde un año después fue apresado por la Gestapo, después de que los ejércitos alemanes ocupasen Francia. Fue enviado al Campo de concentración de Dachau, donde sufrió numerosas penalidades en los cinco años que siguieron a su ingreso, lo que no le impidió ingresar en el Partido comunista clandestino e incitar a la resistencia entre sus compañeros. No obstante, el 13 de febrero de 1945 murió por causas desconocidas y acabó en uno de los hornos crematorios de Dachau, apenas unas semanas antes la liberación del campo de concentración por los aliados.